# Natural Colour System
Natural Colour System, NCS – logiczny system porządku barw, opracowany przez szwedzki ośrodek Scandinavian Colour Institute (obecnie NCS Colour AB), oparty na percepcji koloru przez człowieka i ponad 60-letnich badaniach barwy. Podstawy zostały zaczerpnięte z pracy niemieckiego psychologa Ewalda Heringa pt. „Das natürliche System der Farbempfindungen” wydanej w 1874.

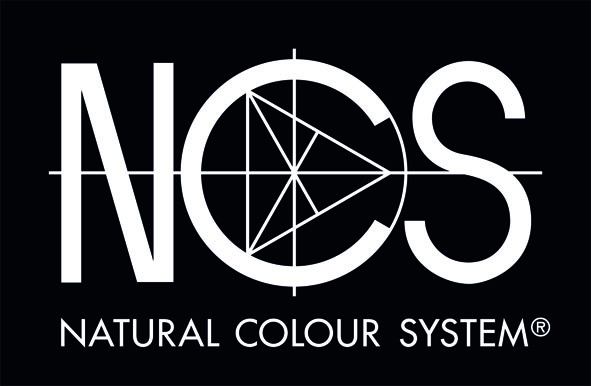
Logo NCS

NCS jest jednym z najbardziej rozpowszechnionych systemów na świecie i stanowi normę w Szwecji, Norwegii i Hiszpanii. Na podstawie licencji korzysta z niego około 1000 przedsiębiorstw w 60 krajach. Pozwala on opisać wszelkie wyobrażalne kolory, niezależnie od materiału, faktury, receptury itp. oraz nadać im jednoznaczną notację symboliczną, co pozwala je analizować, wytwarzać i kontrolować oraz przekazywać dane o kolorze między producentami, projektantami i ich klientami. Od 1995 standardem jest NCS2, czyli rozszerzona i poprawiona nowa edycja, oznaczana dodatkowo literą S (Second Edition), gdzie opisano więcej kolorów ze ściślejszą tolerancją i uwzględniono współpracę z przemysłem farbiarskim, m.in. poprzez zastosowanie pigmentów nieszkodliwych dla środowiska. Wszystkie stosowane pigmenty spełniają najwyższe wymogi norm Unii Europejskiej do tego stopnia, że nie jest konieczne oznaczanie ich symbolami dotyczącymi szkodliwości dla zdrowia i zagrożenia środowiska naturalnego.

Barwy podstawowe NCS

System NCS bazuje na zdolności człowieka do rozróżniania sześciu podstawowych kolorów: bieli (W), czerni (S), żółci (Y), czerwieni (R), błękitu (B) i zieleni (G). Symboliczna notacja opiera się na procentowej relacji między nimi a kolorem badanym. Kolor (Hue) opisujemy przez procentową relację do dwóch najbliższych podstawowych kolorów chromatycznych. Ponadto podajemy sczernienie (Blackness) oraz chromatyczność (Chromaticness), czyli stopień nasycenia danym kolorem.
Numer koloru określa jednocześnie konkretną lokalizację w trójwymiarowym modelu przedstawianym jako podwójny stożek, zwany przestrzenią barw NCS. Dla ułatwienia model przestrzenny można przedstawić w postaci przekrojowych modeli dwuwymiarowych, którymi są krąg kolorów NCS oraz trójkąt odcieni NCS.

Krąg kolorów NCS

Krąg kolorów NCS stanowi poziomy przekrój poprzeczny przez przestrzeń barw i jest to rodzaj koła barw z równomiernie oddalonymi czterema kolorami podstawowymi. Każdy kwadrant między dwoma sąsiednimi kolorami podstawowymi podzielono jeszcze na 100 stopni, lecz w praktyce używa się tylko oznaczenia pełnych dziesiątek. Z tego symbolicznego oznaczenia można domniemywać, że np. B50G to kolor leżący dokładnie pomiędzy zielenią a błękitem, a zatem będzie to jakiś odcień, który nazwalibyśmy turkusowym. Chcąc określić kolor niechromatyczny, czyli odcień szarości, zamiast takiej procentowo opisanej pozycji na kole barw, podaje się literę N (Neutral).
Na trójkącie odcieni, będącym pionowym przekrojem przez przestrzeń barw w miejscu dowolnego koloru, możemy odszukać odpowiadający nam odcień wybranego wcześniej koloru, określając jego sczernienie i chromatyczność. Po lewej stronie takiego trójkąta znajduje się skala od bieli W do czerni S, a po prawej wierzchołek o największej chromatyczności omawianego koloru. Te skale również podzielono na 100 stopni. Odcienie szarości mają chromatyczność równą zero, zmienia się tylko ich sczernienie w zakresie od 3% (biel) do 90% (czerń).
Przykład zapisu dla odcienia barwy S 2050-R50B:
- S – druga edycja katalogu NCS, a jednocześnie kolekcja standardowa,
- 2050 – odcień, na który składają się Blackness, czyli sczernienie (s) i Chromaticness, czyli chromatyczność (c), tutaj odpowiednio 20% i 50%, Whiteness, czyli zbielenie (w) podane jest w domyśle i można je obliczyć według wzoru: w = 100 - (s + c), zatem tutaj mamy go 30%,
- R50B – kolor (Hue), tutaj niebieskiego B jest 50% i czerwieni pozostałe 50%, inaczej jest to kolor czerwony w 50% zniebieszczony.

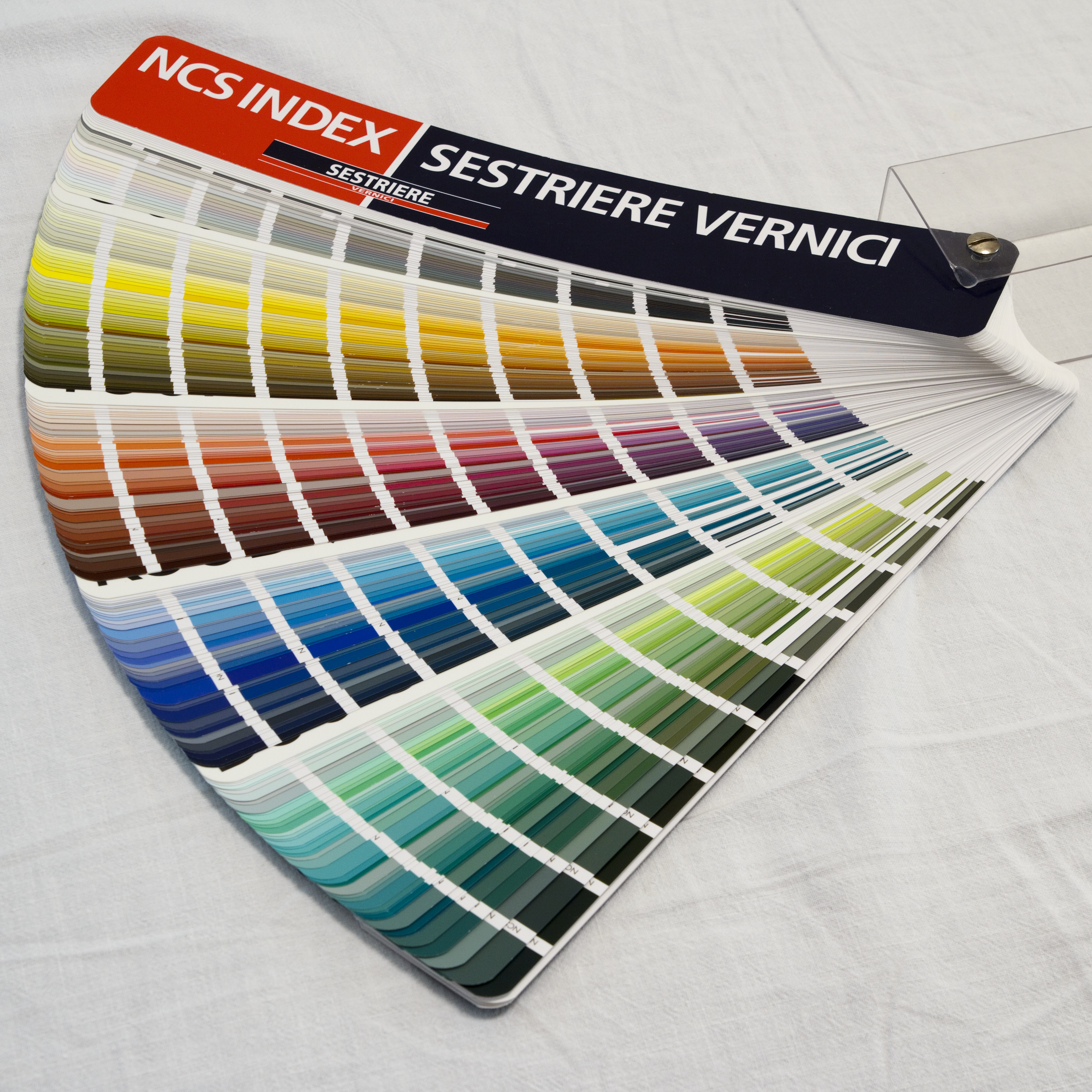
Wachlarz NCS Index

Podstawowy, normatywny zbiór 1950 wzorców odcieni NCS stanowi Atlas NCS. Zawiera on standardowe określenia w sześciu językach oraz 40 barwnych kart ilustrujących krąg kolorów, ciągi odcieni neutralnych oraz wszystkie trójkąty odcieni o naklejonych wzorcach, wykonanych półmatowym lakierem nitrocelulozowym. Poszczególne karty odcieni zawierają również część odcieni o dokładności 02 i 05, gdyż znajdują one najczęstsze zastosowanie w sferze budownictwa. Rozpowszechniona, standardowa kolekcja kolorów NCS Index to katalog w formie wachlarza, prezentujący 1950 próbek kolorów wykonanych na papierze pokrytym półmatowym lakierem nitrocelulozowym. Stopień połyskliwości próbek mieści się w granicach 15–20 jednostek (półmat) mierzonych pod kątem 60°.
Dokładność odwzorowania próbek kolorów w modelu NCS pierwszej edycji ustalona była na poziomie 1 jednostki dopuszczalnej odchyłki w notacji NCS. Druga edycja NCS jest bardziej rygorystyczna. Wszelkie rozbieżności podaje się w jednostkach delta E cmc(1:1) zdefiniowanych przez CIE oraz opisanych w British Standard 6923:1988. Pomiarów dokonuje się przy pomocy spektrofotometru Macbeth ColorEye 7000 w przedziale długości fali od 360 do 760 nm z odstępem co 10 nm dla standaryzowanych iluminantów oświetlenia dziennego D65, A i F11. Ustalono następujące poziomy jakości:
- Najwyższy stopień dokładności to Podstawowy Standard NCS (NCS Primary Standard) przechowywany w Sztokholmie w Centrum Jakości NCS Colour AB. Są to fizyczne próbki kolorów, które po dokonaniu pomiarów i utworzeniu bazy danych zostały zamrożone, celem zabezpieczenia przed starzeniem się pigmentów i blaknięciem pod wpływem światła.
- Specjalnie kalibrowane wzorce NCS Quality Level Standard (obecnie CMS, Calibrated Matching Standards) stosowane są przez producentów środków barwiących i stanowią wyłączny laboratoryjny wzór we wszelkich próbach porównawczych i kontroli jakości, a także stanowią punkt odniesienia w razie jakichkolwiek zażaleń. Wszystkie próbki w takim wzorcu zostały zbadane i różnica barwy delta E względem oryginału nie może przekraczać wartości 0,5.
- Pierwszy Poziom Jakości (Quality Level 1) – na tym poziomie jakości kolory nanoszone są na papier pojedynczo, ale próbki sprawdzane są tylko wyrywkowo i muszą mieć odchyłkę dE mniejszą niż 1, a dodatkowo 80% próbek poniżej poziomu dE = 0,6. W tej normie mieści się większość produktów standardu NCS, czyli karty katalogowe formatu A4, trójkąty odcieni itp.
- Drugi Poziom Jakości (Quality Level 2) – najniższy poziom jakości opracowany dla powszechnych zastosowań produkcji masowej, gdzie w fazie produkcji nanosi się na papier kilka kolorów jednocześnie. Są to wachlarze kolorów i ulotki reklamowe. Kolory sprawdzane są wyrywkowo i wszystkie powinny spełniać warunek dE < 1,5, 90% z nich dE < 1,0, a 70% dE < 0,6.

Wszelkie wymienione powyżej wartości graniczne dopuszczalnej odchyłki dE dla kolorów to wielkości mające znaczenie tylko teoretyczne, praktycznie okazuje się bowiem, że karty kolorów we wzornikach uzyskane w procesie produkcji spełniają te wymogi z dużym zapasem i aż 98,6% produkowanych próbek miało dE < 0,6. Wierność odtworzenia tych kolorów wzorcowych w gotowym produkcie, jakim jest farba, może mieć również różną dokładność, w zależności od zastosowania. Największej ścisłości wymagają lakiery samochodowe stosowane do malowania części nadwozia. Dla nich wymaga się dE < 0,3. Farby dekoracyjne w budownictwie mają górna granicę odchyłki dE < 0,7, a dla technik drukarskich dopuszcza się dE < 2.
Właścicielem wszystkich praw do NCS jest NCS Colour AB w Sztokholmie i ich świadczenie prawne brzmi: „NCS stanowi zarejestrowany znak handlowy, a System NCS jest również chroniony prawem autorskim oraz prawami realizującymi Dyrektywę 96/9EC Parlamentu Europejskiego oraz Rady z 11 marca 1996 o prawnej ochronie baz danych. Jakiekolwiek korzystanie z NCS jak powoływanie się na kolory w bazach danych dla mieszania kolorów, w drukach, na stronach internetowych, w kolekcjach kolorów lub w jakikolwiek inny sposób handlowy, stanowi każdorazowo przedmiot umowy licencyjnej z NCS Colour AB”.
W imieniu NCS Colour AB działają na całym świecie Premium Partners.